# Rider
Rider — кроссплатформенная интегрированная среда разработки программного обеспечения для платформы .NET, разрабатываемая компанией JetBrains. Поддерживаются языки программирования C#, VB.NET и F#.
Проект анонсирован в январе 2015 года. В его основе лежит другой продукт JetBrains — ReSharper. Среда поддерживает платформы .NET Framework, .NET и Mono. Работает на операционных системах Windows, macOS, Linux.
Релиз состоялся 3 августа 2017 года.